# Stenocypris archoplites
Stenocypris archoplites är en kräftdjursart som beskrevs av Ferguson 1964. Stenocypris archoplites ingår i släktet Stenocypris och familjen Cyprididae. Inga underarter finns listade i Catalogue of Life.